# Eslovenia en los Juegos Paralímpicos de Barcelona 1992
Eslovenia estuvo representada en los Juegos Paralímpicos de Barcelona 1992 por ocho deportistas, siete hombres y una mujer.

## Medallistas
El equipo paralímpico esloveno obtuvo las siguientes medallas:
| Nombre           | Deporte   | Evento             |
| ---------------- | --------- | ------------------ |
| Oro              |           |                    |
| Franjo Izlakar   | Atletismo | Disco C7 masculino |
| Franjo Izlakar   | Atletismo | Peso C7 masculino  |
| Plata            |           |                    |
| —                |           |                    |
| Bronce           |           |                    |
| Dragica Lapornik | Atletismo | Peso THW5 femenino |